# Hobelverfahren (Bergbau)

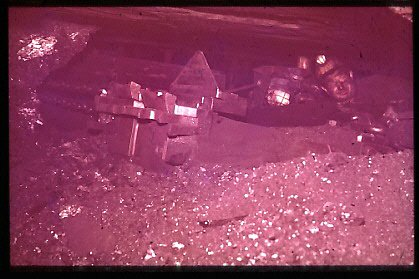
Ein Kohlenhobel im Einsatz

Als Hobelverfahren bezeichnet man im Bergbau unterschiedliche Verfahren zur Steinkohlegewinnung mittels Kohlenhobel. Es gibt verschiedene Hobelverfahren, die sich auf das Verhältnis zwischen der Geschwindigkeit des Hobels und der des Panzerförderers beziehen. Je nach Geschwindigkeit des Hobels und des Förderers unterscheidet man das konventionelle Hobelverfahren, das Kombinationsverfahren und das Überholverfahren.

## Grundlagen
Bei der Steinkohlegewinnung mittels Kohlenhobel im Strebbau müssen bestimmte Parameter beachtet werden, um aus einem Streb die maximale Kohlenmenge in einer Schicht zu erzielen. Einer dieser Parameter ist der Flächenverhieb, also die Fläche, die der Hobel in einer bestimmten Zeitspanne am Liegenden freilegt. Abhängig von Flächenverhieb und Geschwindigkeit des Förderers wird eine bestimmte Kohlenmenge im Förderer gefördert. Entsprechend dieser Kohlenmenge muss der Förderer dimensioniert werden. Anhand der jeweiligen örtlichen Verhältnisse wird dann das entsprechende Hobelverfahren ausgewählt.

## Konventionelles Hobelverfahren
Beim konventionellen Hobelverfahren sind die Geschwindigkeiten sowohl des Hobels als auch des Förderers konstant. Allerdings haben beide Maschinen  verschiedene Geschwindigkeiten. Der Förderer läuft bei diesem Verfahren schneller als der Hobel. Bei diesem Hobelverfahren ergeben sich zwei Füllquerschnitte des Förderers. Ein Füllquerschnitt für die Talfahrt, wenn also der Hobel in gleicher Richtung fährt wie der Förderer, und einen für die Bergfahrt, wenn also der Hobel in entgegengesetzter Richtung zum Förderer fährt. Bei der Talfahrt ist der benötigte Füllquerschnitt des Förderers größer als bei der Bergfahrt. Dieser Querschnitt muss für die Dimensionierung des Förderers berücksichtigt werden, um Überladungen des Förderers und dadurch erforderliche Säuberungsarbeiten im Streb zu vermeiden.

## Kombinationsverfahren
Die Geschwindigkeit des Förderers ist beim Kombinationsverfahren konstant. Theoretisch entspricht die Geschwindigkeit des Förderers im günstigsten Fall der Geschwindigkeit des Hobels. Der Hobel fährt bei der Talfahrt langsamer als der Förderer. Bei der Bergfahrt fährt der Hobel schneller als der Förderer. Bei diesem Hobelverfahren ist der Beladungsquerschnitt bei Talfahrt genauso groß wie bei der Bergfahrt. Der Austrag des Strebförders bleibt bei beiden Fahrtrichtungen des Hobels somit konstant. Der Flächenverhieb ist beim Kombinationsverfahren annähernd konstant. Vorteil bei diesem Verfahren ist, dass man bei diesem Verfahren nur ein Viertel des Füllquerschnittes des konventionellen Verfahrens benötigt. Dadurch ist das Kombinationsverfahren besonders für große Flözmächtigkeiten geeignet.

## Überholverfahren
Beim Überholverfahren sind die Geschwindigkeiten des Förderers und des Hobels konstant. Der Hobel fährt dabei entweder zweimal oder dreimal so schnell wie der Förderer. Entsprechend der Hobelgeschwindigkeit unterscheidet man das Überholverfahren 2:1 und das Überholverfahren 3:1. Entsprechend der Geschwindigkeit des Hobels wird der Förderer ein- oder dreimal während einer Hobelfahrt beladen. Durch das Überholverfahren 2:1 erreicht man eine wesentliche Steigerung des Flächenverhiebs. Allerdings kommt es bei diesem Verfahren zu einem ungleichmäßigen Austrag der hereingewonnenen Kohle. Während der Hälfte der Laufzeit erzielt man eine dreifache Beladung, während der restlichen Laufzeit nur eine einfache Beladung. Beim Überholverfahren 3:1 wird der größte Flächenverhieb erzielt. Allerdings ist der Füllquerschnitt wesentlich kleiner als beim Überholverfahren 2:1. Gründe hierfür sind die geringere Schnitttiefe und der verfahrensbedingte ungleichmäßige Austrag über die gesamte Laufzeit. Als drittes Überholverfahren gibt es noch das abgewandelte Überholverfahren. Bei diesem Hobelverfahren ist die Geschwindigkeit des Hobels konstant. Die Förderergeschwindigkeit wird jeweils geändert, bei Hobeltalfahrt läuft der Förderer langsam und bei Hobelbergfahrt läuft der Förderer schnell. Bei diesem Verfahren sind der Flächenverhieb und der Gewinnungsstrom genauso wie beim Überholverfahren 2:1. Aufgrund der größeren Förderergeschwindigkeit während der Hälfte der Laufzeit ist der Bedarf an Füllquerschnitt geringer. Der Austrag ist auch bei diesem Verfahren sehr ungleichmäßig.